# Schwimmeuropameisterschaften 2008
| Medaillenspiegel(Endstand nach 54 Wettbewerben) | Medaillenspiegel(Endstand nach 54 Wettbewerben) | Medaillenspiegel(Endstand nach 54 Wettbewerben) | Medaillenspiegel(Endstand nach 54 Wettbewerben) | Medaillenspiegel(Endstand nach 54 Wettbewerben) | Medaillenspiegel(Endstand nach 54 Wettbewerben) |
| Platz                                           | Land                                            | G                                               | S                                               | B                                               | Gesamt                                          |
| ----------------------------------------------- | ----------------------------------------------- | ----------------------------------------------- | ----------------------------------------------- | ----------------------------------------------- | ----------------------------------------------- |
| 1                                               | Russland                                        | 12                                              | 8                                               | 5                                               | 25                                              |
| 2                                               | Italien                                         | 5                                               | 8                                               | 8                                               | 21                                              |
| 3                                               | Frankreich                                      | 5                                               | 4                                               | 4                                               | 13                                              |
| 4                                               | Spanien                                         | 5                                               | 3                                               | 4                                               | 12                                              |
| 5                                               | Deutschland                                     | 4                                               | 4                                               | 1                                               | 9                                               |
| 6                                               | Niederlande                                     | 4                                               | 3                                               | 3                                               | 10                                              |
| 7                                               | Ungarn                                          | 3                                               | 4                                               | 2                                               | 9                                               |
| 8                                               | Österreich                                      | 3                                               | 2                                               | 3                                               | 8                                               |
| 9                                               | Schweden                                        | 3                                               | 1                                               | 6                                               | 10                                              |
| 10                                              | Ukraine                                         | 2                                               | 3                                               | 8                                               | 13                                              |
| 11                                              | Vereinigtes Königreich                          | 2                                               | 2                                               | –                                               | 4                                               |
| 12                                              | Norwegen                                        | 1                                               | 2                                               | –                                               | 3                                               |
| 13                                              | Griechenland                                    | 1                                               | 1                                               | –                                               | 2                                               |
| 13                                              | Schweiz                                         | 1                                               | 1                                               | –                                               | 2                                               |
| 13                                              | Slowenien                                       | 1                                               | 1                                               | –                                               | 2                                               |
| 16                                              | Polen                                           | 1                                               | –                                               | 1                                               | 2                                               |
| 17                                              | Serbien                                         | 1                                               | –                                               | –                                               | 1                                               |
| 18                                              | Finnland                                        | –                                               | 3                                               | –                                               | 3                                               |
| 19                                              | Kroatien                                        | –                                               | 2                                               | 1                                               | 3                                               |
| 20                                              | Rumänien                                        | –                                               | 1                                               | 4                                               | 5                                               |
| 21                                              | Belarus                                         | –                                               | 1                                               | 1                                               | 2                                               |
| 22                                              | Dänemark                                        | –                                               | –                                               | 1                                               | 1                                               |
| 22                                              | Litauen                                         | –                                               | –                                               | 1                                               | 1                                               |
| 22                                              | Slowakei                                        | –                                               | –                                               | 1                                               | 1                                               |

Die 29. Schwimmeuropameisterschaften fanden vom 13. bis 24. März 2008 in Eindhoven statt. Der Europäische Schwimmverband (LEN) vergab die Veranstaltung am 10. Dezember 2005 am Rand der Kurzbahneuropameisterschaften in Triest an die niederländische Stadt. Einziger Mitbewerber war zunächst Turin. Der italienische Schwimmverband zog aber die Kandidatur kurz vor der Entscheidung zurück, um der Bewerbung Roms um die Schwimmweltmeisterschaften 2009 mehr Chancen zu geben. Die Niederlande sind damit nach 1966 zum zweiten Mal Gastgeber von Schwimmeuropameisterschaften.
Austragungsort der Wettkämpfe war das nationale Schwimmzentrum der Niederlande De Tongelreep.
Am 8. Februar 2007 wurden die Titelkämpfe vom ursprünglichen Termin (26. März bis 6. April) vorverlegt, um einen größeren Zeitraum zu den Kurzbahnweltmeisterschaften 2008 in Manchester zu gewährleisten. Die Freiwassereuropameisterschaften 2008 fanden separat in Dubrovnik statt.

## Schwimmen Männer

### Freistil

#### 50 Meter Freistil

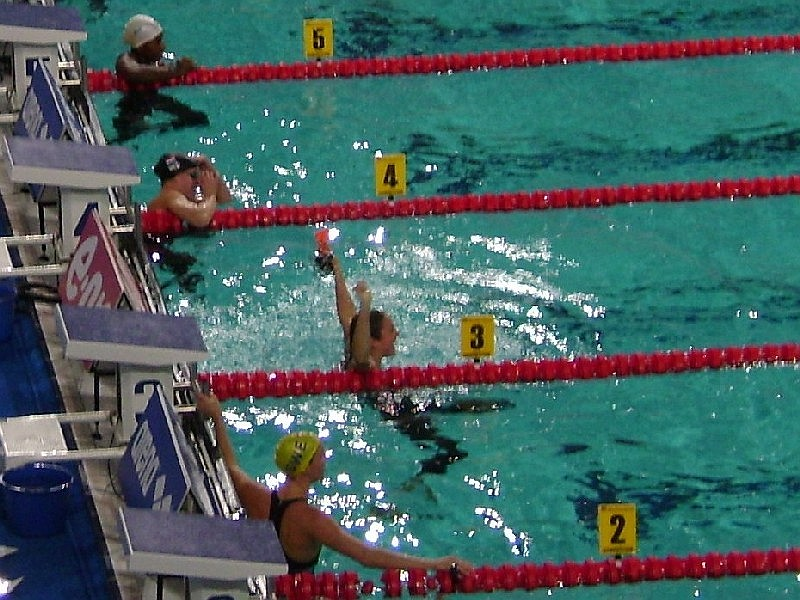
Marleen Veldhuis bejubelt nach dem Rennen den Gewinn der Goldmedaille in neuer Weltrekordzeit

| Platz | Land       | Athlet          | Finalzeit |
| ----- | ---------- | --------------- | --------- |
| 1     | Frankreich | Alain Bernard   | 21.66     |
| 2     | Kroatien   | Duje Draganja   | 22,00     |
| 3     | Schweden   | Stefan Nystrand | 22,16     |

#### 100 Meter Freistil

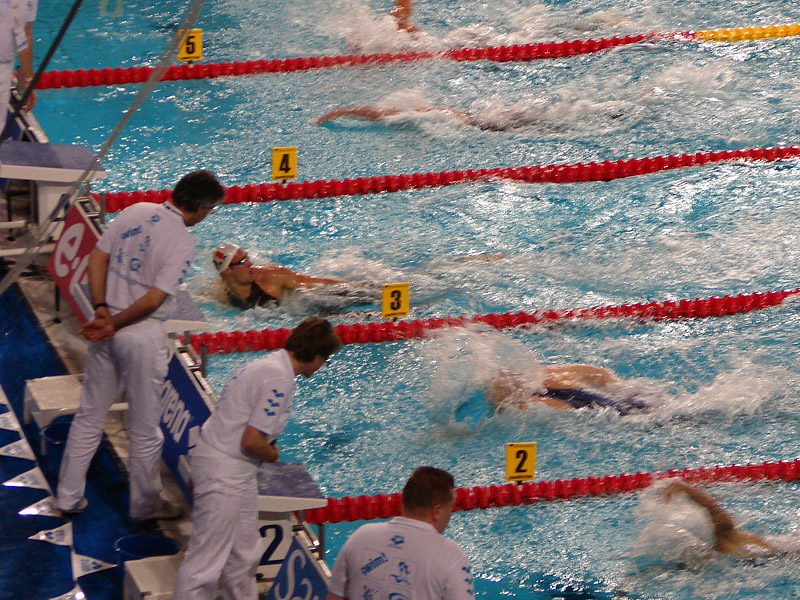
Alain Bernard nach seinem Sieg über 100 Meter Freistil in neuer Weltrekordzeit

| Platz | Land       | Athlet          | Finalzeit |
| ----- | ---------- | --------------- | --------- |
| 1     | Frankreich | Alain Bernard   | 47,50     |
| 2     | Schweden   | Stefan Nystrand | 48,40     |
| 3     | Italien    | Filippo Magnini | 48,53     |

#### 200 Meter Freistil
| Platz | Land        | Athlet                | Finalzeit |
| ----- | ----------- | --------------------- | --------- |
| 1     | Deutschland | Paul Biedermann       | 1:46,59   |
| 2     | Frankreich  | Amaury Leveaux        | 1:46,99   |
| 3     | Italien     | Massimiliano Rosolino | 1:47,33   |

#### 400 Meter Freistil

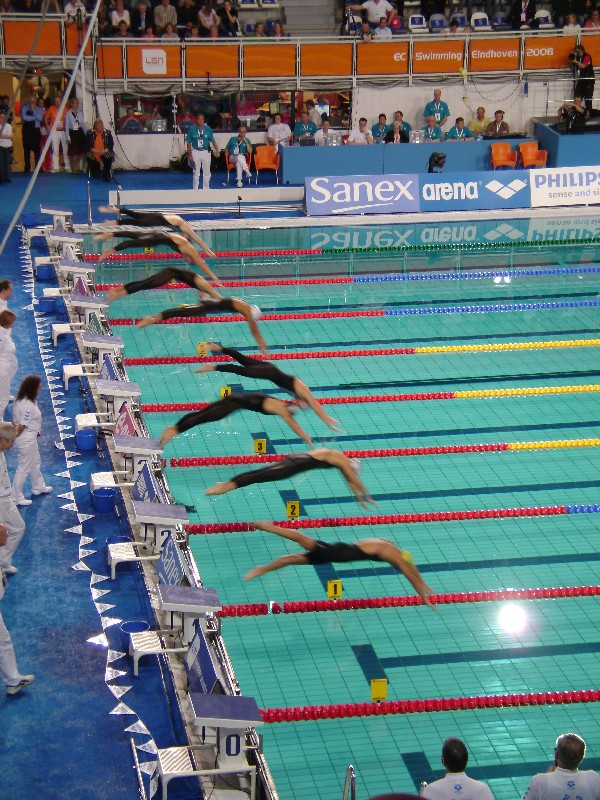
Start des 400-Meter-Freistil-Finals der Frauen

| Platz | Land     | Athlet                | Finalzeit |
| ----- | -------- | --------------------- | --------- |
| 1     | Russland | Juri Prilukow         | 3:45,10   |
| 2     | Italien  | Massimiliano Rosolino | 3:45,19   |
| 3     | Russland | Nikita Lobinzew       | 3:46,75   |

#### 800 Meter Freistil
| Platz | Land     | Athlet          | Finalzeit |
| ----- | -------- | --------------- | --------- |
| 1     | Ungarn   | Gergő Kis       | 7:51,94   |
| 2     | Italien  | Samuel Pizzetti | 7:54,09   |
| 3     | Rumänien | Dragoș Coman    | 7:54,37   |

#### 1500 Meter Freistil
| Platz | Land                   | Athlet              | Finalzeit |
| ----- | ---------------------- | ------------------- | --------- |
| 1     | Russland               | Juri Prilukow       | 14:50,40  |
| 2     | Vereinigtes Königreich | David Davies        | 14:54,28  |
| 3     | Polen                  | Mateusz Sawrymowicz | 14:58,78  |

### Schmetterling

#### 50 Meter Schmetterling
| Platz | Land    | Athlet             | Finalzeit |
| ----- | ------- | ------------------ | --------- |
| 1     | Serbien | Milorad Čavić      | 23,11     |
| 2     | Ukraine | Serhij Breus       | 23,48     |
| 3     | Spanien | Rafael Muñoz Pérez | 23,60     |

#### 100 Meter Schmetterling
| Platz | Land      | Athlet               | Finalzeit |
| ----- | --------- | -------------------- | --------- |
| 1     | Russland  | Jewgeni Korotyschkin | 51,89     |
| 2     | Slowenien | Peter Mankoč         | 52,07     |
| 3     | Spanien   | Rafael Muñoz Pérez   | 52,09     |

#### 200 Meter Schmetterling
| Platz | Land       | Athlet             | Finalzeit  |
| ----- | ---------- | ------------------ | ---------- |
| 1     | Polen      | Paweł Korzeniowski | 1:54,38 ER |
| 2     | Russland   | Nikolai Skworzow   | 1:54,65    |
| 3     | Frankreich | Christophe Lebon   | 1:56,57    |

Ioannis Drymonakos aus  Griechenland wurde wegen Dopings nachträglich disqualifiziert. Er wäre mit der Europarekordzeit von 1:54,16 Europameister geworden.

### Rücken

#### 50 Meter Rücken
| Platz | Land         | Athlet                 | Finalzeit |
| ----- | ------------ | ---------------------- | --------- |
| 1     | Griechenland | Aristeidis Grigoriadis | 25,13     |
| 2     | Schweiz      | Flori Lang             | 25,18     |
| 3     | Slowakei     | Luboš Križko           | 25,44     |

#### 100 Meter Rücken
| Platz | Land         | Athlet                 | Finalzeit |
| ----- | ------------ | ---------------------- | --------- |
| 1     | Österreich   | Markus Rogan           | 54,03     |
| 2     | Griechenland | Aristeidis Grigoriadis | 54,27     |
| 3     | Russland     | Arkadi Wjattschanin    | 54,45     |

#### 200 Meter Rücken
| Platz | Land       | Athlet              | Finalzeit |
| ----- | ---------- | ------------------- | --------- |
| 1     | Österreich | Markus Rogan        | 1:55,85   |
| 2     | Russland   | Arkadi Wjattschanin | 1:57,04   |
| 3     | Rumänien   | Răzvan Florea       | 1:57,53   |

### Brust

#### 50 Meter Brust
| Platz | Land     | Athlet             | Finalzeit |
| ----- | -------- | ------------------ | --------- |
| 1     | Ukraine  | Oleh Lissohor      | 27,43     |
| 2     | Norwegen | Alexander Dale Oen | 27,53     |
| 3     | Italien  | Alessandro Terrin  | 27,64     |

#### 100 Meter Brust
| Platz | Land       | Athlet             | Finalzeit |
| ----- | ---------- | ------------------ | --------- |
| 1     | Norwegen   | Alexander Dale Oen | 59,76     |
| 2     | Frankreich | Hugues Duboscq     | 59,78     |
| 3     | Ukraine    | Oleh Lissohor      | 1:00,53   |

#### 200 Meter Brust
| Platz | Land       | Athlet             | Finalzeit |
| ----- | ---------- | ------------------ | --------- |
| 1     | Russland   | Grigori Falko      | 2:09,64   |
| 2     | Norwegen   | Alexander Dale Oen | 2:09,74   |
| 3     | Frankreich | Hugues Duboscq     | 2:09,91   |

### Lagen

#### 200 Meter Lagen
| Platz | Land       | Athlet              | Finalzeit |
| ----- | ---------- | ------------------- | --------- |
| 1     | Ungarn     | László Cseh         | 1:58,02   |
| 2     | Österreich | Dinko Jukić         | 1:59,65   |
| 3     | Litauen    | Vytautas Janušaitis | 2:00,17   |

#### 400 Meter Lagen
| Platz | Land       | Athlet      | Finalzeit |
| ----- | ---------- | ----------- | --------- |
| 1     | Ungarn     | László Cseh | 4:09,59   |
| 2     | Italien    | Luca Marin  | 4:16,69   |
| 3     | Österreich | Dinko Jukić | 4:17,24   |

Der ursprünglich Zweitplatzierte Ioannis Drymonakos ( Griechenland, 4:14,72) wurde nachträglich wegen Dopings disqualifiziert.

### Staffel

#### 4 × 100 Meter Freistil
| Platz | Land        | Athleten                                                                 | Finalzeit |
| ----- | ----------- | ------------------------------------------------------------------------ | --------- |
| 1     | Schweden    | Marcus Piehl Stefan Nystrand Petter Stymne Jonas Persson                 | 3:15,41   |
| 2     | Italien     | Massimiliano Rosolino Alessandro Calvi Christian Galenda Filippo Magnini | 3:15,77   |
| 3     | Niederlande | Mitja Zastrow Bas van Velthoven Robert Lijesen Pieter van den Hoogenband | 3:15,88   |

#### 4 × 200 Meter Freistil
| Platz | Land       | Athleten                                                               | Finalzeit |
| ----- | ---------- | ---------------------------------------------------------------------- | --------- |
| 1     | Italien    | Emiliano Brembilla Massimiliano Rosolino Nicola Cassio Filippo Magnini | 7:09,94   |
| 2     | Russland   | Nikita Lobinzew Alexander Suchorukow Andrei Lagunow Juri Prilukow      | 7:11,70   |
| 3     | Österreich | Dominik Koll Markus Rogan David Brandl Dinko Jukić                     | 7:13,99   |

#### 4 × 100 Meter Lagen

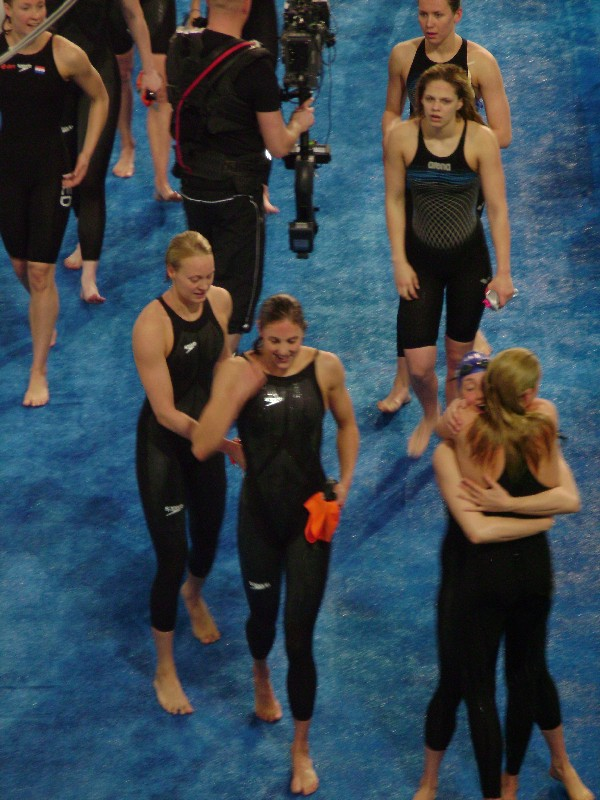
Die niederländische Staffel freut sich nach dem Rennen über den Gewinn der Bronzemedaille

| Platz | Land     | Athleten                                                                | Finalzeit |
| ----- | -------- | ----------------------------------------------------------------------- | --------- |
| 1     | Russland | Arkadi Wjattschanin Grigori Falko Jewgeni Korotyschkin Andrei Gretschin | 3:34.25   |
| 2     | Kroatien | Gordan Kožulj Vanja Rogulj Mario Todorović Duje Draganja                | 3:36.32   |
| 3     | Schweden | Simon Sjoedin Jonas Andersson Lars Frölander Stefan Nystrand            | 3:36.85   |

## Schwimmen Frauen

### Freistil

#### 50 Meter Freistil
| Platz | Land        | Athletin            | Finalzeit |
| ----- | ----------- | ------------------- | --------- |
| 1     | Niederlande | Marleen Veldhuis    | 24,09     |
| 2     | Niederlande | Hinkelien Schreuder | 24,59     |
| 3     | Schweden    | Therese Alshammar   | 24,71     |

#### 100 Meter Freistil
| Platz | Land        | Athletin            | Finalzeit |
| ----- | ----------- | ------------------- | --------- |
| 1     | Niederlande | Marleen Veldhuis    | 53,77     |
| 2     | Finnland    | Hanna-Maria Seppälä | 54,04     |
| 3     | Niederlande | Inge Dekker         | 54,12     |

#### 200 Meter Freistil
| Platz | Land      | Athletin      | Finalzeit |
| ----- | --------- | ------------- | --------- |
| 1     | Slowenien | Sara Isakovič | 1:57,45   |
| 2     | Rumänien  | Camelia Potec | 1:57,47   |
| 3     | Ungarn    | Agnes Mutina  | 1:58,06   |

#### 400 Meter Freistil
| Platz | Land       | Athletin            | Finalzeit |
| ----- | ---------- | ------------------- | --------- |
| 1     | Italien    | Federica Pellegrini | 4:01,53   |
| 2     | Frankreich | Coralie Balmy       | 4:04,15   |
| 3     | Rumänien   | Camelia Potec       | 4:05,62   |

#### 800 Meter Freistil
| Platz | Land     | Athletin                | Finalzeit |
| ----- | -------- | ----------------------- | --------- |
| 1     | Italien  | Alessia Filippi         | 8:23,50   |
| 2     | Spanien  | Érika Villaécija García | 8:24,08   |
| 3     | Rumänien | Camelia Potec           | 8:25,28   |

#### 1500 Meter Freistil
| Platz | Land     | Athletin                | Finalzeit |
| ----- | -------- | ----------------------- | --------- |
| 1     | Schweiz  | Flavia Rigamonti        | 15:58,54  |
| 2     | Spanien  | Érika Villaécija García | 16:02,08  |
| 3     | Dänemark | Lotte Friis             | 16:11,26  |

### Schmetterling

#### 50 Meter Schmetterling
| Platz | Land        | Athletin            | Finalzeit |
| ----- | ----------- | ------------------- | --------- |
| 1     | Niederlande | Chantal Groot       | 26,03     |
| 2     | Niederlande | Inge Dekker         | 26,30     |
| 3     | Belarus     | Swjatlana Chachlowa | 26,52     |

#### 100 Meter Schmetterling
| Platz | Land        | Athletin       | Finalzeit |
| ----- | ----------- | -------------- | --------- |
| 1     | Schweden    | Sarah Sjöström | 58,44     |
| 2     | Niederlande | Inge Dekker    | 58,50     |
| 3     | Frankreich  | Aurore Mongel  | 58,54     |

#### 200 Meter Schmetterling
| Platz | Land       | Athletin               | Finalzeit |
| ----- | ---------- | ---------------------- | --------- |
| 1     | Frankreich | Aurore Mongel          | 2:06,59   |
| 2     | Ungarn     | Emese Kovács           | 2:06,71   |
| 3     | Spanien    | Mireia Belmonte García | 2:09,32   |

### Rücken

#### 50 Meter Rücken
| Platz | Land     | Athletin            | Finalzeit |
| ----- | -------- | ------------------- | --------- |
| 1     | Russland | Anastassija Sujewa  | 28,05     |
| 2     | Spanien  | Nina Schiwanewskaja | 28,11     |
| 3     | Kroatien | Sanja Jovanović     | 28,17     |

#### 100 Meter Rücken
| Platz | Land       | Athletin            | Finalzeit |
| ----- | ---------- | ------------------- | --------- |
| 1     | Russland   | Anastassija Sujewa  | 59,41     |
| 2     | Frankreich | Laure Manaudou      | 1:00,05   |
| 3     | Spanien    | Nina Schiwanewskaja | 1:00,29   |

#### 200 Meter Rücken
| Platz | Land       | Athletin           | Finalzeit |
| ----- | ---------- | ------------------ | --------- |
| 1     | Frankreich | Laure Manaudou     | 2:07,99   |
| 2     | Russland   | Anastassija Sujewa | 2:09,59   |
| 3     | Ungarn     | Nikolett Szepesi   | 2:09,90   |

### Brust

#### 50 Meter Brust
| Platz | Land        | Athletin        | Finalzeit |
| ----- | ----------- | --------------- | --------- |
| 1     | Deutschland | Janne Schäfer   | 31,08     |
| 2     | Russland    | Julija Jefimowa | 31,41     |
| 3     | Österreich  | Mirna Jukić     | 31,59     |

#### 100 Meter Brust
| Platz | Land       | Athletin        | Finalzeit |
| ----- | ---------- | --------------- | --------- |
| 1     | Österreich | Mirna Jukić     | 1:08,18   |
| 2     | Russland   | Alena Alexejewa | 1:08,91   |
| 3     | Schweden   | Joline Höstman  | 1:08,94   |

#### 200 Meter Brust
| Platz | Land       | Athletin        | Finalzeit |
| ----- | ---------- | --------------- | --------- |
| 1     | Russland   | Julija Jefimowa | 2:24,09   |
| 2     | Österreich | Mirna Jukić     | 2:24,58   |
| 3     | Russland   | Alena Alexejewa | 2:25,22   |

### Lagen

#### 200 Meter Lagen
| Platz | Land       | Athletin               | Finalzeit |
| ----- | ---------- | ---------------------- | --------- |
| 1     | Spanien    | Mireia Belmonte García | 2:11,16   |
| 2     | Ungarn     | Evelyn Verrasztó       | 2:12,93   |
| 3     | Frankreich | Camille Muffat         | 2:13,63   |

#### 400 Meter Lagen
| Platz | Land     | Athletin        | Finalzeit |
| ----- | -------- | --------------- | --------- |
| 1     | Italien  | Alessia Filippi | 4:36,68   |
| 2     | Ungarn   | Katinka Hosszú  | 4:37,43   |
| 3     | Russland | Jana Martynowa  | 4:37,86   |

### Staffel

#### 4 × 100 Meter Freistil
| Platz | Land        | Athletinnen                                                                  | Finalzeit |
| ----- | ----------- | ---------------------------------------------------------------------------- | --------- |
| 1     | Niederlande | Inge Dekker, Ranomi Kromowidjojo, Femke Heemskerk, Marleen Veldhuis          | 3:33,62   |
| 2     | Italien     | Erika Ferraioli, Federica Pellegrini, Maria Laura Simonetto, Cristina Chiuso | 3:41,06   |
| 3     | Schweden    | Claire Hedenskog, Josefin Lillhage, Ida Marko-Varga, Magdalena Kuras         | 3:41,28   |

#### 4 × 200 Meter Freistil
| Platz | Land                   | Athletinnen                                                            | Finalzeit |
| ----- | ---------------------- | ---------------------------------------------------------------------- | --------- |
| 1     | Frankreich             | Laure Manaudou, Coralie Balmy, Mylène Lazare, Alena Popchanka          | 7:52,09   |
| 2     | Vereinigtes Königreich | Joanne Jackson, Melanie Marshall, Ellen Gandy, Caitlin McClatchey      | 7:52,36   |
| 3     | Italien                | Alice Carpanese, Federica Pellegrini, Alessia Filippi, Renata Spagnolo | 7:55,69   |

#### 4 × 100 Meter Lagen
| Platz | Land                   | Athletinnen                                                               | Finalzeit |
| ----- | ---------------------- | ------------------------------------------------------------------------- | --------- |
| 1     | Vereinigtes Königreich | Elizabeth Simmonds, Kate Haywood, Jemma Lowe, Francesca Halsall           | 3:59.332  |
| 2     | Russland               | Anastasia Zueva, Julija Jefimowa, Natalja Sutjagina, Darja Beljakina      | 4:00.473  |
| 3     | Niederlande            | Hinkelien Schreuder, Jolijn van Valkengoed, Inge Dekker, Marleen Veldhuis | 4:04,414  |

## Synchronschwimmen

### Solo
Finale am 16. März
| Platz | Land     | Athletin             | Punkte |
| ----- | -------- | -------------------- | ------ |
| 1     | Spanien  | Gemma Mengual        | 98,400 |
| 2     | Russland | Natalja Ischtschenko | 98,300 |
| 3     | Italien  | Beatrice Adelizzi    | 94,000 |

### Duett
Finale am 17. März
| Platz | Land    | Athletinnen                      | Punkte |
| ----- | ------- | -------------------------------- | ------ |
| 1     | Spanien | Andrea Fuentes, Gemma Mengual    | 97,800 |
| 2     | Italien | Beatrice Adelizzi, Giulia Lapi   | 94,900 |
| 3     | Ukraine | Darja Juschko, Ksenija Sydorenko | 93,900 |

### Team
Finale am 16. März
| Platz | Land    | Athletinnen | Punkte |
| ----- | ------- | --- | ------ |
| 1     | Spanien | Alba María Cabello, Ona Carbonell, Andrea Fuentes, Thaïs Henríquez, Gemma Mengual, Raquel Corral, Irina Rodríguez, Paola Tirados               | 97,800 |
| 2     | Italien | Alessia Bigi, Elisa Bozzo, Constanza Fiorentini, Manila Flamini, Francesca Gangemi, Mariangela Perrupato, Sara Sgarzi, Federica Tommasi        | 95,200 |
| 3     | Ukraine | Anna Bagirowa, Nadija Beredschna, Anastasija Tschepak, Darja Juschko, Ganna Chmelnytska, Olha Kondraschowa, Julija Marjanko, Ksenija Sydorenko | 93,300 |

### Freie Kombination
Finale am 17. März
| Platz | Land    | Athletinnen | Punkte |
| ----- | ------- | --- | ------ |
| 1     | Spanien | Alba María Cabello, Ona Carbonell, Andrea Fuentes, Thaïs Henríquez, Gemma Mengual, Raquel Corral, Irina Rodríguez, Paola Tirados               | 97,900 |
| 2     | Italien | Alessia Bigi, Elisa Bozzo, Constanza Fiorentini, Manila Flamini, Francesca Gangemi, Mariangela Perrupato, Sara Sgarzi, Federica Tommasi        | 95,100 |
| 3     | Ukraine | Anna Bagirowa, Nadija Beredschna, Anastasija Tschepak, Darja Juschko, Ganna Chmelnytska, Olga Kondraschowa, Julija Marjanko, Ksenija Sydorenko | 94,100 |

## Kunst- und Turmspringen Männer

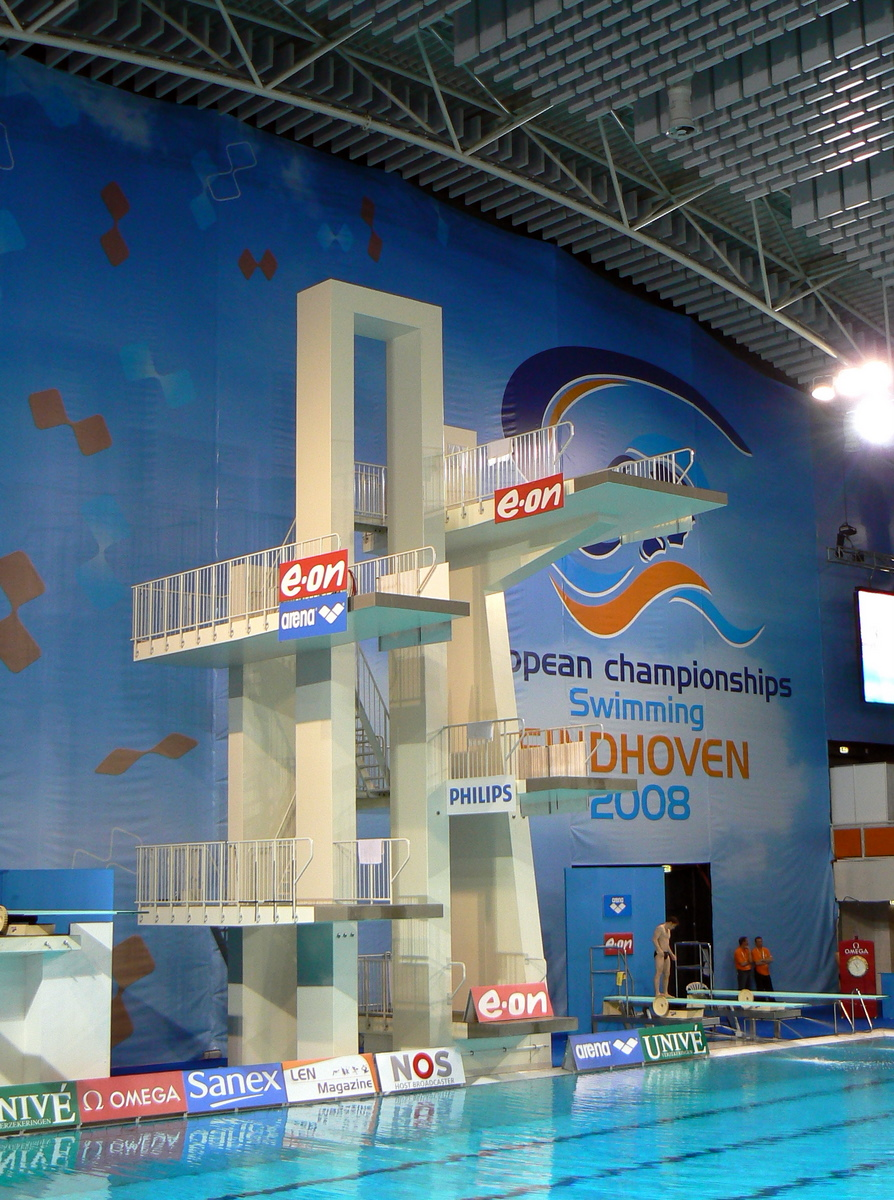
Sprungturm der Schwimmeuropameisterschaften 2008

### 1 Meter
| Platz | Land     | Athlet              | Punkte |
| ----- | -------- | ------------------- | ------ |
| 1     | Ukraine  | Illja Kwascha       | 454,65 |
| 2     | Finnland | Joona Puhakka       | 432,80 |
| 3     | Italien  | Christopher Sacchin | 423,80 |

### 3 Meter
| Platz | Land     | Athlet        | Punkte |
| ----- | -------- | ------------- | ------ |
| 1     | Russland | Dmitri Sautin | 493,70 |
| 2     | Ukraine  | Illja Kwascha | 468,70 |
| 3     | Finnland | Joona Puhakka | 441,80 |

### 10 Meter
| Platz | Land                   | Athlet              | Punkte |
| ----- | ---------------------- | ------------------- | ------ |
| 1     | Vereinigtes Königreich | Tom Daley           | 491,95 |
| 2     | Deutschland            | Sascha Klein        | 487,60 |
| 3     | Italien                | Francesco Dell’Uomo | 481,30 |

### 3 Meter Synchron
| Platz | Land        | Athleten                         | Punkte |
| ----- | ----------- | -------------------------------- | ------ |
| 1     | Russland    | Juri Kunakow/Dmitri Sautin       | 440,76 |
| 2     | Deutschland | Tobias Schellenberg/Andreas Wels | 413,94 |
| 3     | Ukraine     | Dmytro Lyssenko/Anton Sacharow   | 406,56 |

### 10 Meter Synchron
| Platz | Land        | Athleten                          | Punkte |
| ----- | ----------- | --------------------------------- | ------ |
| 1     | Deutschland | Patrick Hausding/Sascha Klein     | 453,24 |
| 2     | Belarus     | Wadim Kaptur/Alexander Warlamow   | 427,35 |
| 3     | Russland    | Konstantin Khanbekov/Oleg Wikulow | 426,24 |

## Kunst- und Turmspringen Frauen

### 1 Meter
| Platz | Land        | Athletin      | Punkte |
| ----- | ----------- | ------------- | ------ |
| 1     | Schweden    | Anna Lindberg | 293,85 |
| 2     | Ungarn      | Nóra Barta    | 270,60 |
| 3     | Deutschland | Katja Dieckow | 264,15 |

### 3 Meter
| Platz | Land        | Athletin         | Punkte |
| ----- | ----------- | ---------------- | ------ |
| 1     | Russland    | Julija Pachalina | 347,40 |
| 2     | Deutschland | Katja Dieckow    | 330,80 |
| 3     | Ukraine     | Olena Fedorowa   | 319,70 |

### 10 Meter
| Platz | Land     | Athletin            | Punkte |
| ----- | -------- | ------------------- | ------ |
| 1     | Italien  | Tania Cagnotto      | 355,35 |
| 2     | Ukraine  | Julija Prokoptschuk | 328,35 |
| 3     | Schweden | Elina Eggers        | 319,65 |

### 3 Meter Synchron
| Platz | Land        | Athletinnen                              | Punkte |
| ----- | ----------- | ---------------------------------------- | ------ |
| 1     | Russland    | Julija Pachalina/Anastassija Posdnjakowa | 327,57 |
| 2     | Deutschland | Heike Fischer/Ditte Kotzian              | 305,64 |
| 3     | Ukraine     | Olena Fedorowa/Alevtina Korolyova        | 301,86 |

### 10 Meter Synchron
| Platz | Land        | Athletinnen                           | Punkte |
| ----- | ----------- | ------------------------------------- | ------ |
| 1     | Deutschland | Annett Gamm/Nora Subschinski          | 336,63 |
| 2     | Ukraine     | Alina Tschaplenko/Julija Prokoptschuk | 334,20 |
| 3     | Italien     | Noemi Bátki/Tania Cagnotto            | 323,13 |